# هارتنبرگ-مونشفلد
هارتنبرگ-مونشفلد (به آلمانی: Mainz-Hartenberg-Münchfeld) یک منطقهٔ مسکونی در آلمان است که در ماینتس واقع شده‌است. هارتنبرگ-مونشفلد ۱۷٬۸۷۹ نفر جمعیت دارد.